# آلدونا یانکوفسکا
آلدونا یانکوفسکا (لهستانی: Aldona Jankowska؛ زادهٔ ۲ آوریل ۱۹۶۴) بازیگر اهل لهستان است.
از فیلم‌ها یا مجموعه‌های تلویزیونی که وی در آن‌ها نقش داشته‌است، می‌توان به گوش آقای رئیس، پرستار کودک، ۳۹ و نیم، دهن‌به‌دهن، یک خانواده لهستانی، هتل ۵۲، یولیا، قانون حقیقی، پدر متیو، پزشکان، کمیسر آلکس، مجرد، در خوشی و سختی، عشق اول، دختران جنگ، سکسیفای، کلبه جنگلی و معصومان اشاره نمود.